# 検校
検校（けんぎょう）は、平安時代・鎌倉時代に置かれた荘官、社寺や荘園の監督役職名である。室町時代以降、盲官（盲人の役職）の最高位の名称と定着した。檢校あるいは建業とも書いた。
江戸時代になると、国の座をまとめる総検校を最高位として京都に置き、江戸には関東の座の取り締まりをする総録検校を置いた。
盲官の検校は、専用の頭巾・衣類・杖などの所有が許された。盲官では、位階順に別当、勾当、座頭などがあった。

## 起源
中国では、点検典校の意から、経籍（けいせき）を司る官名に用いる。日本では、事務を検知校量することから、平安時代・鎌倉時代の荘官の職名に用いられる。
寛平8年（896年）東寺の益信が石清水八幡宮検校に任ぜられた。その後、高野山、熊野三山、無動寺などでも一山を統領する職名となった。
仁明天皇の子である人康（さねやす）親王が若くして失明し、そのため出家して山科（現在京都市山科区）に隠遁した。その時に人康親王が盲人を集め、琵琶や管絃、詩歌を教えた。人康親王の死後、側に仕えていた盲人に検校と勾当の2官が与えられた。これが検校と呼ばれる盲官の始まりといわれている。また、人康親王が坐って琵琶を弾いたという琵琶石は後に盲人達により琵琶法師の祖神として諸羽神社に祭られている。 検校もまた、剃髪し、正式な検校専用服（検校服）は僧服に近く、また実際に僧職となる者もいた。

## 室町時代
室町時代に検校明石覚一が『平家物語』をまとめ、また、足利氏の一門であったために室町幕府から庇護を受け、当道座を開き、検校は当道座のトップを務めた。

## 江戸時代
江戸時代に入ると、幕府は盲人が当道座に属することを奨励し、当道組織が整備され、寺社奉行の管轄下ではあるがかなり自治的な運営が行なわれた。時代の趨勢により、平曲はこの時代においては次第に下火になり、代わって三曲つまり地歌・箏曲・胡弓が台頭する。検校の権限は大きなものとなり、社会的にもかなり地位が高く、当道の統率者である職惣検校になると十五万石程度の大名と同等の権威と格式を持っていた。当道座に入座して検校の最上位に至るまでには73の位階があり、検校のうちの上位10人は十老と呼ばれて京都の職屋敷で座の運営にあたった。
当道の会計も書記以外はすべて視覚障害者によって行なわれたが、彼らの記憶と計算は確実で、1文の誤りもなかったという。また、視覚障害は世襲とはほとんど関係ないため、平曲、三絃や鍼灸の業績が認められれば一定の期間をおいて検校まで73段に及ぶ盲官位が順次与えられた。しかし、そのためには非常に長い年月を必要とするので、早期に取得するため金銀による盲官位の売買も公認されたために、当道座によって各盲官位が認定されるようになった。
検校になるためには平曲・地歌三弦・箏曲等の演奏、作曲、あるいは鍼灸・按摩ができなければならなかったというが、江戸時代には当道座の表芸たる平曲は下火になり、代わって地歌三弦や箏曲、鍼灸が検校の実質的な職業となった。ただしすべての当道座員が音楽や鍼灸の才能を持つ訳ではないので、他の職業に就く者や、後述するような金融業を営む者もいた。最低位から順次位階を踏んで検校の最上位になるまでには総じて719両が必要であったという。江戸では当道の盲人を、検校であっても「座頭」と総称することもあった。
江戸時代には地歌三弦、箏曲、胡弓楽、平曲の専門家として、三都を中心に優れた音楽家となる検校が多く、近世邦楽大発展の大きな原動力となった。磐城平藩の八橋検校、尾張藩の吉沢検校などのように、専属の音楽家として大名に数人扶持で召し抱えられる検校もいた。また鍼灸医として活躍したり、学者として名を馳せた検校もいる。
その一方で、官位の早期取得に必要な金銀収入を容易にするため、元禄頃から幕府により高利の金貸しが認められていた。これを座頭金または官金と呼んだが、特に幕臣の中でも禄の薄い御家人や小身の旗本らに金を貸し付けて暴利を得ていた検校もおり、安永年間には名古屋検校が十万数千両、鳥山検校が一万五千両など、多額の蓄財をなした検校も相当おり、吉原での豪遊などで世間を驚かせた。
安永7年（1778年）にはこれら八検校と二勾当があまりの悪辣さのため、同様の金銭貸付を行っていた晴眼の浪人らとともに全財産没収の上、江戸払いの処分を受けた。

## 明治維新以後
明治維新後、盲人に対する制度的優遇措置は改められることになり、1871年11月3日（旧暦）太政官布告第568号「盲人ノ官職自今被廃候事」で盲人の官職は廃止され、検校を頂点とした盲人間での階層支配機構も廃絶、盲人は当道座に縛られることなく職業選択が可能となった。これにより当道座や検校等の位も廃止され、公的な特権性は失われた。
当道座廃止以降も宮城道雄のように「検校」の称で呼ばれた盲人は存在するが、これらは当道音楽会などの箏曲団体が設けている資格的な呼称である。

## 有名な検校
（ ）内は関名
- 藤村検校（藤村繁蔵） -波多野流最後の検校
- 杉山検校（和一） - 鍼で管鍼法を確立した
- 八橋検校（城秀） - 近代箏曲の父、胡弓の弓を改良
- 石村検校・虎沢検校 - 最古の芸術的三味線歌曲「三味線組歌」を創始した
- 沢住検校・滝野検校 - 三味線で浄瑠璃を語り始めた
- 生田検校（幾一） - 生田流箏曲の始祖
- 藤植検校（喜古一） - 師堂派。胡弓演奏家。江戸で活躍、四絃胡弓を考案、藤植流を興す
- 雨富検校（須賀一） - 妙観派。18世紀江戸四谷で、保己一の最初の師となる
- 塙検校（保己一） -妙観派。18〜19世紀学者として活躍し『和学講談所』を設立。「群書類従」「続群書類従」の編者
- 荻野検校（知一） - 師堂派。平曲家、平曲中興の祖、「平家正節」を編纂
- 山田検校（斗養一） - 源照派。江戸で活躍、山田流箏曲の始祖。箏を改良した
- 松浦検校（久保一） - 師堂派。19世紀前半京都で活躍、地歌の「京流手事物」を確立、多くの曲を残す
- 菊岡検校（楚明一） - 19世紀前半京都で活躍、地歌の「京流手事物」を発展させ多数の曲を作った
- 岸部検校（城郡） - 妙門派（安永2年権成）。18世紀後半京都で活躍、波多野流平曲の継承者となる
- 岸並検校（城民） - 妙門派（寛政8年権成）。19世紀初頭京都で活躍、波多野流平曲。84代職総検校となる。岸部検校の弟子
- 西原検校（城季） - 妙門派（慶応3年32歳で権成）。江戸最後期に波多野流平曲を継承、西宮で三絃筝曲家となり、大検校菊西繁樹の手ほどきをする
- 八重崎検校（壱岐一） - 師堂派。19世紀前半京都で活躍した箏の名手。松浦検校や菊岡検校の作品に箏の手付をして合奏音楽として高めた
- 光崎検校（富機一） - 19世紀前半京都で活躍、地歌、箏曲の曲を残す。箏の二重奏曲「五段砧」は特に有名
- 米山検校（男谷検校）（銀一） - 妙観派。盲人から鍼医師となり財をなして幕臣まで出世した。勝海舟、男谷信友の曽祖父。男谷検校とも
- 米山検校 (音楽家) - 音楽家、大阪で箏の生田流を伝承した。一般的に米山検校と言う場合、針医師の男谷検校の方を指すので注意が必要
- 吉沢検校（審一） - 師堂派。幕末名古屋、京都で活躍、「千鳥の曲」など多数の曲を残した
- 石田検校 - 将棋の戦法のひとつである石田流三間飛車の創始者
- 石本検校 - 師堂派。天野宗歩に平手で勝ちをおさめたことのある将棋の強豪
- 関澄伯理 - 幕末期から明治時代の将棋棋士、七段[2]
- 大森検校城誉（梶野久太郎） - 妙門派。17世紀前半京都の因幡堂平等寺で活躍。管弦の道に秀でていたため検校に列せられる。
- 鶴岡検校（俊一）‐当道座最後の総検校

### 架空の人物
- 藪原検校 - 講談や歌舞伎などに登場する悪党。師匠の藪原検校を殺害し、二代目を名乗って悪事をはたらく。モデルがいたとする説もあるが詳細は不明。蓁々斎桃葉の講談『藪原検校』（1893年刊）、三代目河竹新七の歌舞伎『成田道初音藪原』（1900年初演）、井上ひさしの戯曲『藪原検校』（1973年初演）などがある[3][4]。
- 不知火検校 - 宇野信夫の戯曲「沖津浪闇不知火」（1960年「不知火検校」として初演、のち改題）の主人公。上記『成田道初音藪原』を下敷きとしている[3]。勝新太郎主演で映画にもなった（『不知火検校』森一生監督、大映、1960年）。
- 錦木検校 - 酒井雅楽頭との逸話を描いた落語「三味線栗毛」「錦木検校」の主人公。
- 髑髏検校 - 横溝正史の小説。江戸時代初期の人間が吸血鬼になった姿。なお、髑髏検校は作品のタイトル並びに化物として他者が彼を呼ぶ名前で、劇中の本人は「不知火検校」を名乗っている。（上述の戯曲や映画の『不知火検校』とは無関係。）
- 清原検校 - ABCテレビ必殺仕置人 第7話「閉じたまなこに深い渕」（1973年6月2日）　演者：神田隆
- 雲居検校 - テレビ朝日暴れん坊将軍III 第116話「開眼! 涙の仇討」（1990年）　演者：橋本功